# Lactarius semisanguifluus
Lactarius semisanguifluus é um fungo que pertence ao gênero de cogumelos Lactarius na ordem Russulales. Encontrado na Europa, foi descrito cientificamente pelos micologistas franceses Roger Heim e Leclair em 1950.